# Dog Eat Dog (Pino Scotto)
Dog Eat Dog è il nono album in studio da solista del cantante italiano Pino Scotto, pubblicato il 27 marzo 2020 dall'etichetta Nadir Music/Audioglobe.

## Descrizione
Undicesimo album complessivo di Pino Scotto, si tratta del secondo album di inediti composto esclusivamente di brani cantati in inglese, il primo è Eye for an Eye pubblicato due anni prima. L'album è stato anticipato dal singolo Don’t Waste Your Time ed è stato pubblicato il 27 marzo 2020 in streaming e download digitale mentre il formato fisico è disponibile dall'8 maggio. L'undicesima traccia Don't Be Lookin' Back è una cover del brano dei Vanadium, gruppo musicale di cui Pino Scotto fu il leader.

## Tracce
1. Don't Waste Your Time – 4:30
2. Not Too Late – 4:07
3. Before It's Time To Go – 5:33
4. Right From Wrong – 4:49
5. Dust To Dust – 5:16
6. Dog Eat Dog – 3:41
7. Rock This Town – 4:20
8. One World One Life – 4:23
9. Talking Trash – 3:37
10. Same Old Story – 4:10
11. Don't Be Lookin' Back (cover dei Vanadium) – 5:10
12. Ghost of Death – 3:51

## Formazione
- Pino Scotto – voce
- Steve Volta – chitarra
- Leone Villani Conti – basso
- Federico Paulovich – batteria
- Mauri Belluzzo – tastiere